# Llista de monuments d'Algaida
Llista de monuments d'Algaida catalogats pel consell insular de Mallorca com a Béns d'Interès Cultural en la categoria de monuments pel seu interès històric, artístic, arquitectònic, arqueològic, històric-industrial, etnològic, social, científic o tècnic.
| Monument                                                  | Tipus                | Localització                                    | Coordenades                                                | Codi?         | Imatge |
| --------------------------------------------------------- | -------------------- | ----------------------------------------------- | ---------------------------------------------------------- | ------------- | --- |
| Punxuat                                                   | Edif. religiosos     | Algaida                                         | 39° 32′ 17″ N, 2° 52′ 13″ E / 39.538124°N,2.870165°E       | RI-51-0008330 | Punxuat (Algaida) · Vegeu més fotos d'aquest monument · Carregueu una nova foto d'aquest monument                          |
| Església de la Pau de Castellitx                          | Edif. religiosos     | Algaida                                         | 39° 32′ 47″ N, 2° 55′ 38″ E / 39.546265°N,2.927275°E       | RI-51-0011115 | Església de la Pau de Castellitx (Algaida) · Vegeu més fotos d'aquest monument · Carregueu una nova foto d'aquest monument |
| Creu d'en Massot, o de la Ribera                          | Creus de terme       | Algaida Carrer de la Ribera / carrer de s'Aigua | 39° 33′ 39″ N, 2° 53′ 43″ E / 39.560817°N,2.895278°E       | RI-51-0010239 | Creu d'en Massot (Algaida) · Vegeu més fotos d'aquest monument · Carregueu una nova foto d'aquest monument                 |
| Capitell de la creu de l'ermita                           | Creus de terme       | Algaida                                         | 39° 31′ 10″ N, 2° 55′ 42″ E / 39.519321°N,2.928438°E       | RI-51-0010240 | Carregueu una nova foto d'aquest monument                                                                                  |
| Creu de s'Hostal d'en Gil, o dels Traginers               | Creus de terme       | Algaida Ctra. d'Algaida a Pina                  | 39° 34′ 01″ N, 2° 54′ 10″ E / 39.566845°N,2.902916°E       | RI-51-0010241 | Creu de s'Hostal d'en Gil (Algaida) · Carregueu una nova foto d'aquest monument                                            |
| Creu des Colomer                                          | Creus de terme       | Algaida Carrer des Colomer                      | 39° 33′ 27″ N, 2° 53′ 38″ E / 39.557402°N,2.893813°E       | RI-51-0010242 | Creu des Colomer (Algaida) · Vegeu més fotos d'aquest monument · Carregueu una nova foto d'aquest monument                 |
| Creu de Sant Honorat                                      | Creus de terme       | Algaida                                         | 39° 31′ 07″ N, 2° 55′ 44″ E / 39.518749°N,2.928909°E       | RI-51-0010243 | Carregueu una nova foto d'aquest monument                                                                                  |
| Creu des Molí des Sant, de sa Quarterada o de Can Vicó    | Creus de terme       | Algaida                                         | 39° 33′ 36″ N, 2° 53′ 30″ E / 39.560049°N,2.891625°E       | RI-51-0010244 | Creu des Molí des Sant (Algaida) · Vegeu més fotos d'aquest monument · Carregueu una nova foto d'aquest monument           |
| Creu de Binicomprat, o del Cementeri Vell o dels Apestats | Creus de terme       | Algaida Possessió de Binicomprat                | 39° 33′ 09″ N, 2° 54′ 44″ E / 39.552593°N,2.912098°E       | RI-51-0010245 | Creu de Binicomprat (Algaida) · Carregueu una nova foto d'aquest monument                                                  |
| Creu de Randa                                             | Creus de terme       | Algaida                                         | 39° 31′ 32″ N, 2° 55′ 01″ E / 39.525655°N,2.916882°E       | RI-51-0010246 | Creu de Randa (Algaida) · Vegeu més fotos d'aquest monument · Carregueu una nova foto d'aquest monument                    |
| Sa Creu                                                   | Creus de terme       | Algaida Pina                                    | 39° 35′ 53″ N, 2° 55′ 30″ E / 39.598066°N,2.924904°E       | RI-51-0010247 | Carregueu una nova foto d'aquest monument                                                                                  |
| Creu de ses costes de Xorrigo, o des Garriguer            | Creus de terme       | Algaida Carretera de Palma a Manacor            | 39° 34′ 09″ N, 2° 50′ 08″ E / 39.569134°N,2.835518°E       | RI-51-0010354 | Creu de ses costes de Xorrigo (Algaida) · Carregueu una nova foto d'aquest monument                                        |
| Resta prehistòrica des Pleto d'Albenya                    | Monument arqueològic | Algaida                                         | 39° 32′ 14″ N, 2° 55′ 59″ E / 39.537190°N,2.933169°E       | RI-51-0001730 | Carregueu una nova foto d'aquest monument                                                                                  |
| Resta prehistòrica de ses Veles Velles d'Albenya          | Monument arqueològic | Algaida                                         | 39° 32′ 21″ N, 2° 56′ 03″ E / 39.53905°N,2.93425°E         | RI-51-0001731 | Carregueu una nova foto d'aquest monument                                                                                  |
| Cova des Pont d'en Cabrera                                | Monument arqueològic | Algaida                                         | 39° 33′ 55″ N, 2° 54′ 40″ E / 39.565189°N,2.911139°E       | RI-51-0001732 | Carregueu una nova foto d'aquest monument                                                                                  |
| Talaiot de Can Felet / Es Figueral                        | Monument arqueològic | Algaida                                         | 39° 35′ 06″ N, 2° 53′ 40″ E / 39.585088°N,2.894345°E       | RI-51-0001733 | Carregueu una nova foto d'aquest monument                                                                                  |
| Resta prehistòrica de ses Tanquetes de Can Verd           | Monument arqueològic | Algaida                                         | 39° 36′ 01″ N, 2° 55′ 56″ E / 39.600308°N,2.932212°E       | RI-51-0001734 | Carregueu una nova foto d'aquest monument                                                                                  |
| Talaiot de sa Casa Nova de Pina                           | Monument arqueològic | Algaida                                         | 39° 35′ 35″ N, 2° 55′ 50″ E / 39.593044°N,2.930460°E       | RI-51-0001735 | Carregueu una nova foto d'aquest monument                                                                                  |
| Cova de ses Cases Noves                                   | Monument arqueològic | Algaida                                         | 39° 33′ 29″ N, 2° 54′ 10″ E / 39.557983°N,2.902651°E       | RI-51-0001736 | Carregueu una nova foto d'aquest monument                                                                                  |
| Cova de Ca s'Estander / Sa Cova Fresca                    | Monument arqueològic | Algaida                                         | 39° 35′ 44″ N, 2° 51′ 42″ E / 39.595528110°N,2.861643416°E | RI-51-0001737 | Carregueu una nova foto d'aquest monument                                                                                  |
| Resta prehistòrica de Castellitx Nou                      | Monument arqueològic | Algaida                                         | 39° 32′ 42″ N, 2° 55′ 43″ E / 39.544927°N,2.928506°E       | RI-51-0001738 | Carregueu una nova foto d'aquest monument                                                                                  |
| Resta prehistòrica de Puig de Randa                       | Monument arqueològic | Algaida                                         | 39° 31′ 45″ N, 2° 54′ 42″ E / 39.529131°N,2.911649°E       | RI-51-0001739 | Carregueu una nova foto d'aquest monument                                                                                  |
| Grup d'enterrament de Punxuat                             | Monument arqueològic | Algaida                                         | 39° 32′ 20″ N, 2° 52′ 18″ E / 39.538841°N,2.871723°E       | RI-51-0001740 | Carregueu una nova foto d'aquest monument                                                                                  |
| Resta prehistòrica de Son Bou / Es Corralàs               | Monument arqueològic | Algaida                                         | 39° 36′ 09″ N, 2° 54′ 58″ E / 39.602405°N,2.915984°E       | RI-51-0001741 | Carregueu una nova foto d'aquest monument                                                                                  |
| Talaiot de Son Coll Nou                                   | Monument arqueològic | Algaida                                         | 39° 33′ 08″ N, 2° 56′ 22″ E / 39.552241°N,2.939440°E       | RI-51-0001742 | Talaiot de Son Coll Nou (Algaida) · Vegeu més fotos d'aquest monument · Carregueu una nova foto d'aquest monument          |
| Cova de Son Geant                                         | Monument arqueològic | Algaida                                         | 39° 33′ 26″ N, 2° 53′ 56″ E / 39.557249°N,2.898811°E       | RI-51-0001743 | Carregueu una nova foto d'aquest monument                                                                                  |
| Cova de Son Llubí                                         | Monument arqueològic | Algaida                                         | 39° 35′ 14″ N, 2° 53′ 56″ E / 39.587344°N,2.898884°E       | RI-51-0001744 | Carregueu una nova foto d'aquest monument                                                                                  |
| Cova de Son Maig                                          | Monument arqueològic | Algaida                                         | 39° 35′ 02″ N, 2° 54′ 12″ E / 39.584023°N,2.903430°E       | RI-51-0001745 | Cova de Son Maig (Algaida) · Carregueu una nova foto d'aquest monument                                                     |
| Restes prehistòriques de Son Mesquida Nou                 | Monument arqueològic | Algaida                                         | 39° 34′ 58″ N, 2° 55′ 57″ E / 39.582757°N,2.932541°E       | RI-51-0001746 | Carregueu una nova foto d'aquest monument                                                                                  |
| Restes prehistòriques de Son Miquelet                     | Monument arqueològic | Algaida                                         | 39° 35′ 01″ N, 2° 55′ 56″ E / 39.58349°N,2.93234°E         | RI-51-0001747 | Carregueu una nova foto d'aquest monument                                                                                  |
| Restes prehistòriques de Son Pere Bou                     | Monument arqueològic | Algaida                                         | 39° 34′ 08″ N, 2° 55′ 49″ E / 39.568789°N,2.930226°E       | RI-51-0001748 | Restes prehistòriques de Son Pere Bou (Algaida) · Carregueu una nova foto d'aquest monument                                |
| Cova de Son Ribes de Pina / Cova des Pa                   | Monument arqueològic | Algaida                                         | 39° 36′ 00″ N, 2° 56′ 04″ E / 39.599894°N,2.934343°E       | RI-51-0001750 | Carregueu una nova foto d'aquest monument                                                                                  |
| Restes prehistòriques de Son Ribes de Pina / Ses Moles    | Monument arqueològic | Algaida                                         | 39° 36′ 19″ N, 2° 55′ 57″ E / 39.605209°N,2.932405°E       | RI-51-0001751 | Carregueu una nova foto d'aquest monument                                                                                  |
| Talaiot de Son Ribes de Pina / Tanca de ses Oliveres      | Monument arqueològic | Algaida                                         | 39° 35′ 43″ N, 2° 55′ 42″ E / 39.595369°N,2.928452°E       | RI-51-0001752 | Carregueu una nova foto d'aquest monument                                                                                  |
| Grup d'enterraments de sa Torre / Es Velar                | Monument arqueològic | Algaida                                         | 39° 33′ 46″ N, 2° 52′ 57″ E / 39.562911°N,2.882505°E       | RI-51-0001753 | Carregueu una nova foto d'aquest monument                                                                                  |